# خان الخرنينة
خان الخرنينى وضبطه هكذا (خَرْنِينَى أو خَرْنِينة)، ويقع بين تكريت والبلاليق، للذاهب إلى الموصل.
وهو من الآثار الجليلة الذي أمر ببنائه الخليفة العباسي المستنصر بالله المتوفى سنة 640 ه‍.

## أقوال الرحالة عنه

### ابن بطوطة
وقد مر به ابن بطوطة وأسماه (خان الحديد) فيقول وبعد تكريت بمرحلتين وصلنا قرية تعرف بالعقر على شط الدجلة وباعلاها ربوة كان بها حصن واسفلها الخان المعروف بخان الحديد له أبراج وبناؤه حافل والقرى والعمارة متصلة من هنالك إلى الموصل.

### ماكس فون أوبنهايم
وكان هناك رحالة أجانب زاروا بغداد في العهد العثماني وتجولوا في العراق ووصلوا إلى خان الخرنينة، ومنهم الرحالة الألماني ماكس فون أوبنهايم خلال رحلته من الشام ثم إلى الموصل وعن طريق نهر دجلة اتجه إلى تكريت ثم بغداد ثم الخليج سنة 1839 م يذكر: أنه في الساعة السابعة و10 دقائق كان على يسارنا مرتفعات صخرية تسمى اللقلق...ثم شاهدنا عدة جزر على جهة اليمين وكان أكبرها الصفارية وفيها قرية للجبور تتألف من 100 خيمة تقريباً. في الساعة السابعة والنصف ظهر على مسافة بعيدة إلى حد ما عن النهر مبنى يبدو أنه يعود إلى العصور الوسطى يسمى خان الخرنينة وصفه روس بأنه مبنى أثري جميل من عهد الخلافة.

### فيليكس جونز
يذكر فيليكس جونز في رحلته في نهر دجلة بالباخرة الحديدية (نايتوكريس Nitocris) إلى شمالي بغداد، عام 1846 انه في الساعة الثانية عشر وثلاثين دقيقة مررنا بخرائب خان يدعى خرنينة، يقع أسفل المنحدرات في الجانب الغربي للوادي، تنفرج هذه المنحدرات الآن بشكل معتبر أكثر إلى الأمام باتجاه الغرب، بينما تلك تشكل الحد الشرقي لوادي دجلة متجهة أكثر إلى الشرق تاركة زوايا حادة في خرنينة في الغرب، وفي نقطة تدعى (لقلق) في الشرق مباشرة.

### أوستن هنري لايارد
كما وصلها الأثري الإنجليزي أوستن هنري لايارد الذي بدأ رحلة إستكشافية عام 1847م، ومر بهذا الخان أثناء هذه الرحلة عام 1848م، فيقول: عند خروجنا من تكريت، وبعد مسيرة استمرت سبع ساعات ونصف توقفنا للراحة قرب خرائب خان قديم يسمى خان الخرنينة، وكان سابقاً يقع على ضفة النهر أما الآن فهو يبعد عنه ميل تقريباً.

### آن بلنت
وهذه الليدي آن بلنت قد وصلت المكان في رحلتها عام 1878م، وتقول: مررنا بمضارب  الجبور حيث قدموا لنا الحليب واللبن، ووصلنا إلى خان متهدم يعود إلى العصور الإسلامية، كان مُعلماً على الخريطة باسم الخرنينة (kerninah)، وهو بناء جميل ذو بوابات على شكل حدوة الحصان.

### غيرترود بيل
كما أن السياسية والمستكشفة وعالمة الآثار البريطانية غيرترود بيل قد زارت خان الخرنينة أثناء رحلتها من حلب وتجوالها في العراق عام 1909م، ووصفته بشكله الواقعي حينذاك، حيث تذكر: انه بعد خروجنا من تكريت وسيرنا لمدة ست ساعات ونصف نصبنا خيامنا قرب (قشلة) قد بنيت حديثاً على حساب خان جميل جداً، لغرض السيطرة على القبائل، فهي تحوي أربعين أو خمسين جندي لا خيول لهم، فلم يكن باستطاعتهم ملاحقة أو معاقبة الذين يقومون باعمال النهب من العرب. حيث أن هذه القشلة بنيت من طابوق جدران (خان خرنينة) وهو بناء إسلامي (محمدي) رائع يعود للفترة الأكثر جمالاً، وأن الخان محطم تماماً في الوقت الحاضر، حتى أنني لم أحاول ان أضع خريطة له. وانه يتكون من صحن مستطيل فيه أعمدة مدورة في الحيطان، مع أبواب خارجية كانت مغطاة بأقواس مدببة. وعلى طول الجهة الجنوبية يمتد ممر ذو عُقد وعند منتصف طوله كانت تقطعه قاعة تستخدم كجامع، وهذه القاعة تضم محراباً مزين بزخارف عربية رائعة مستخدمين في ذلك الجص. ومن الكتابة التي وضعت تحت القوس المدبب كان قد بقي بضعة أحرف منها. إن العُقد التي على شكل فوهة في الممر والبارزة من الحائط تتجه قليلاً إلى الأمام، حيث كانت مبنية من دون دعامة وسطية، وهي أمثلة رائعة للبناء بالطابوق الموجود في بلاد ما بين الرافدين. إن سقف القاعة الصغيرة والموجودة عند الزاوية الجنوبية الشرقية، والجهات الأربغ لقبة الجامع تظهر الترتيب الفردي الذي لاحظته في بغداد في قطعة مسطحة لبناء كان موجوداً فوق أعلى العقدة. وقرب الجامع كان هناك قاعة مربعة مغطاة بقبة وفي واحدة من الزوايا كان هناك قوس مبني لتدعيم ما فوقه، ومزين بزخارف على شكل أقواس صغيرة، وكان لا يزال قائماً. وعلى صفحات العُقد التي على شكل فوهة، فقد لاحظت وجود نفس نظام الممرات الموجودة في حصن الأخيضر. ان تاريخ هذا البناء ومخططه قريبان لعمل القرن الثالث عشر في بغداد، وتقول المس بيل: إنني أرجعها إلى تلك الفترة.

### الويس موسيل
وفي عام 1912 م. ذكره الرحالة الويس موسيل بقوله: ويقع بجانب الجيسات خان الخرنينة.

## محراب خان الخرنينى
لأهمية هذا المحراب التاريخية والأثرية، وأثناء إجراء التنقيبات لإنشاء سد صدام تم نقل القطع الأثرية التي تقع على طريق موقع عمل السد إلى أماكن آمنة ومنها محراب خان الخرنينى فقد تم نقله إلى القصر العباسي في بغداد،وهو حالياً معروض تحت الرقم (9901 ع) في الغرفة رقم (19) من هذا القصر.

## معارك تاريخية
ان هذا الخان يقع بعد تكريت وقبل قزل خان أو الخان الأحمر الذي جرت فيه معركة بين قوة من العثمانيين والقزلباشية من اتباع شاه عباس الصفوي سنة 1032 ه‍.

## معرض صور

محراب خان الخرنينة
عمود تستند عليه قبة خان الخرنينة
تفصيل قبو مسطح في خان الخرنينة
قبو وقناة مشاهدة في خان الخرنينة